# 铁城佛塔
铁城佛塔，是位于中国云南省德宏傣族景颇族自治州芒市的一座石雕佛塔，为云南省文物保护单位。

## 名称
铁城佛塔傣语称广母姐列，意为“姐列佛塔”，因佛塔所在地原为傣族村寨姐列寨。又因塔体上长有一棵古榕树，所以又叫树包塔。

## 历史
铁城佛塔始建于清康熙年间，1740、1748年曾经修葺。1985年大修，当地人民政府拨款，增建了四座小塔和四尊象征祥瑞的异兽，修筑护栏，傣族民间艺术家思华章曾参与铁城佛塔的修复。

## 建筑
铁城佛塔为实心砖塔，高11.6米。塔基为三层八角形须弥座；塔刹由相轮、宝瓶组成，冠以宝盖、风标。四角各有一小塔，高3.97米，与主塔相似。塔基东、西、北三面设龛，脊饰花鸟纹，并立四座金翘鸟石雕。

## 菩提树
据传在19世纪中叶，一粒菩提树（桑科榕属落叶乔木）种子通过鸟类粪便落在塔顶的尘土里，长出一棵小树:58。树根沿着塔壁往下，包住佛塔，形成奇特的“树包塔”景观。

## 图库

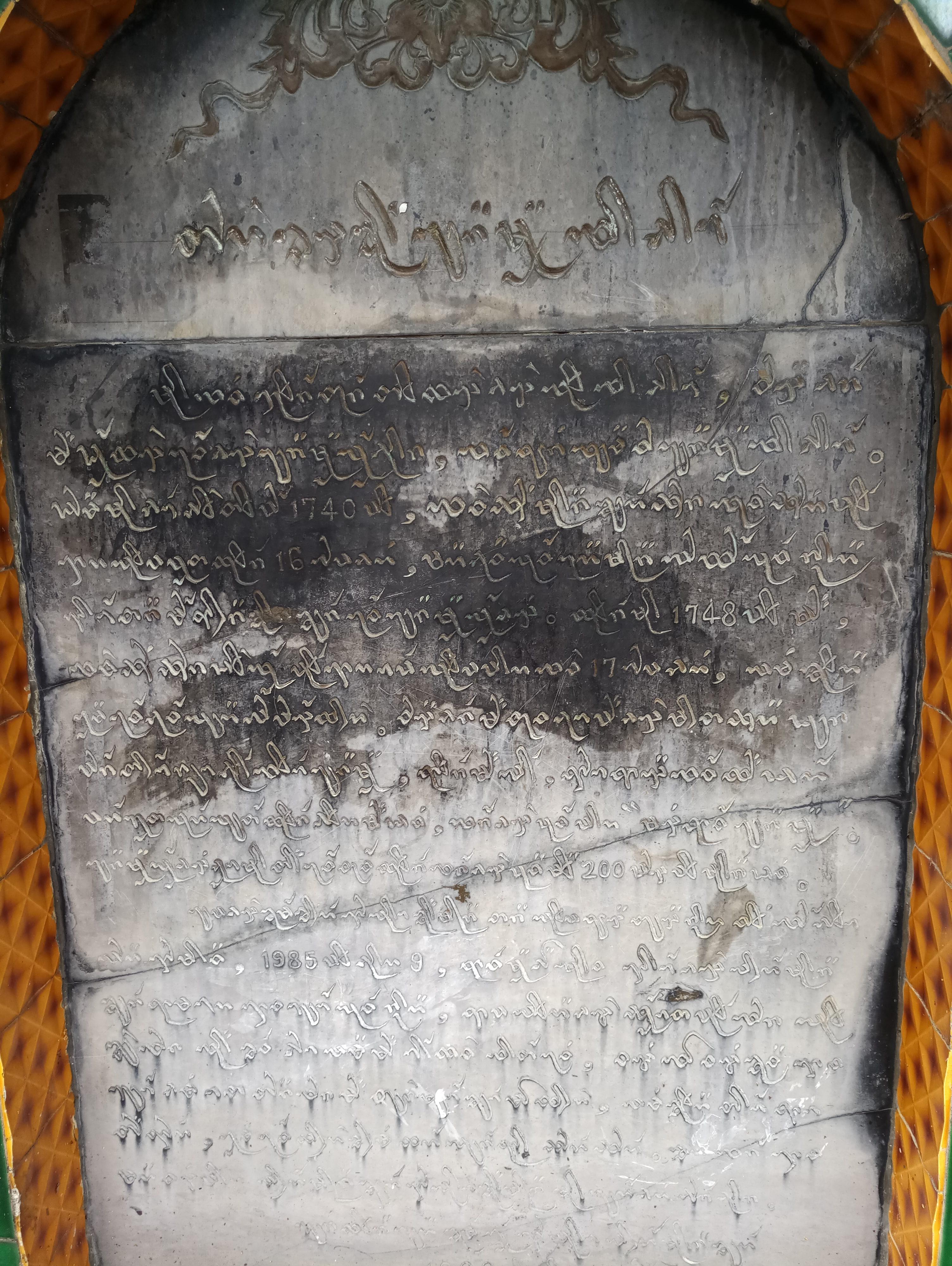
铁城佛塔-简介-傣文
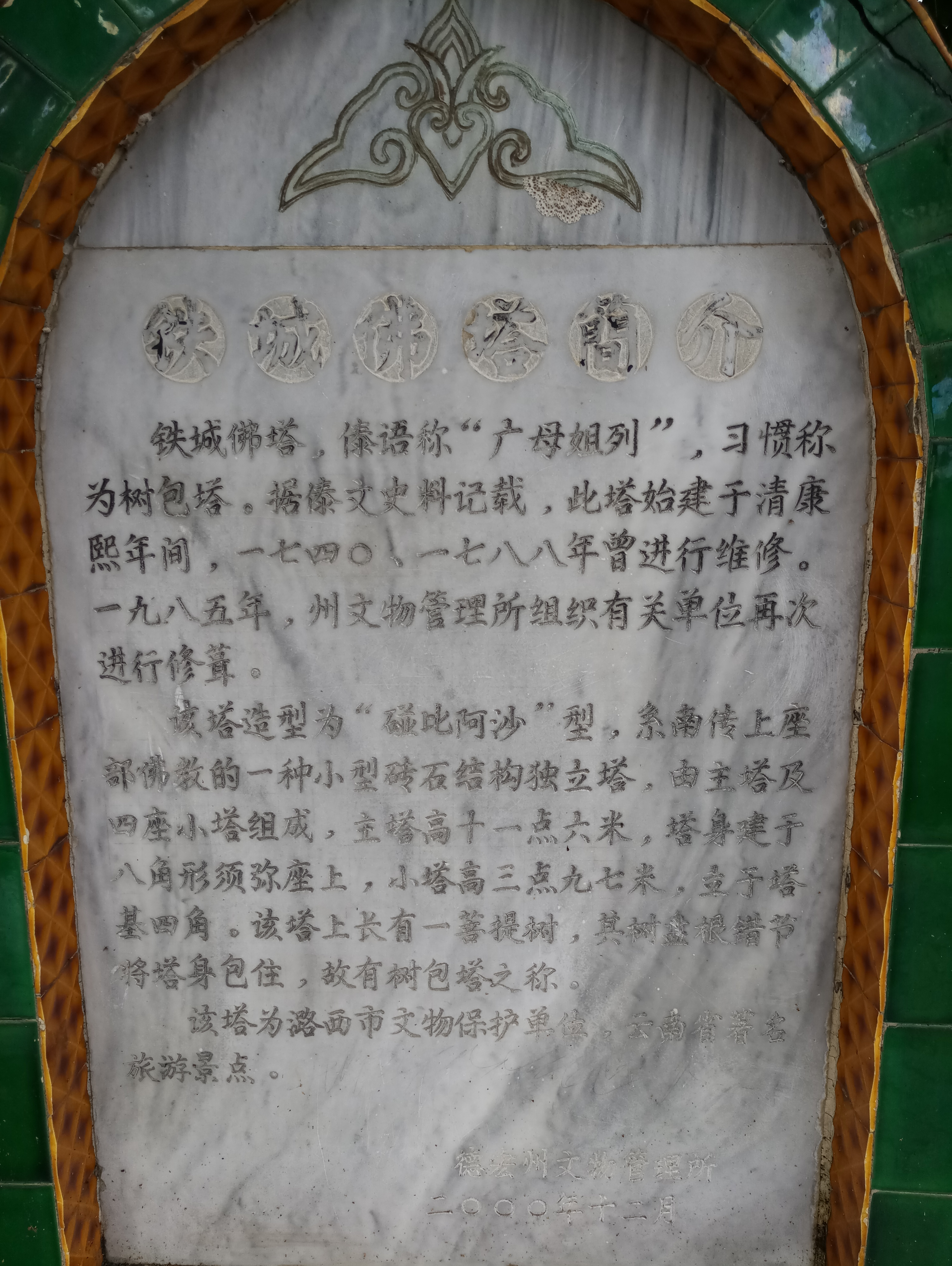
铁城佛塔-简介-汉文
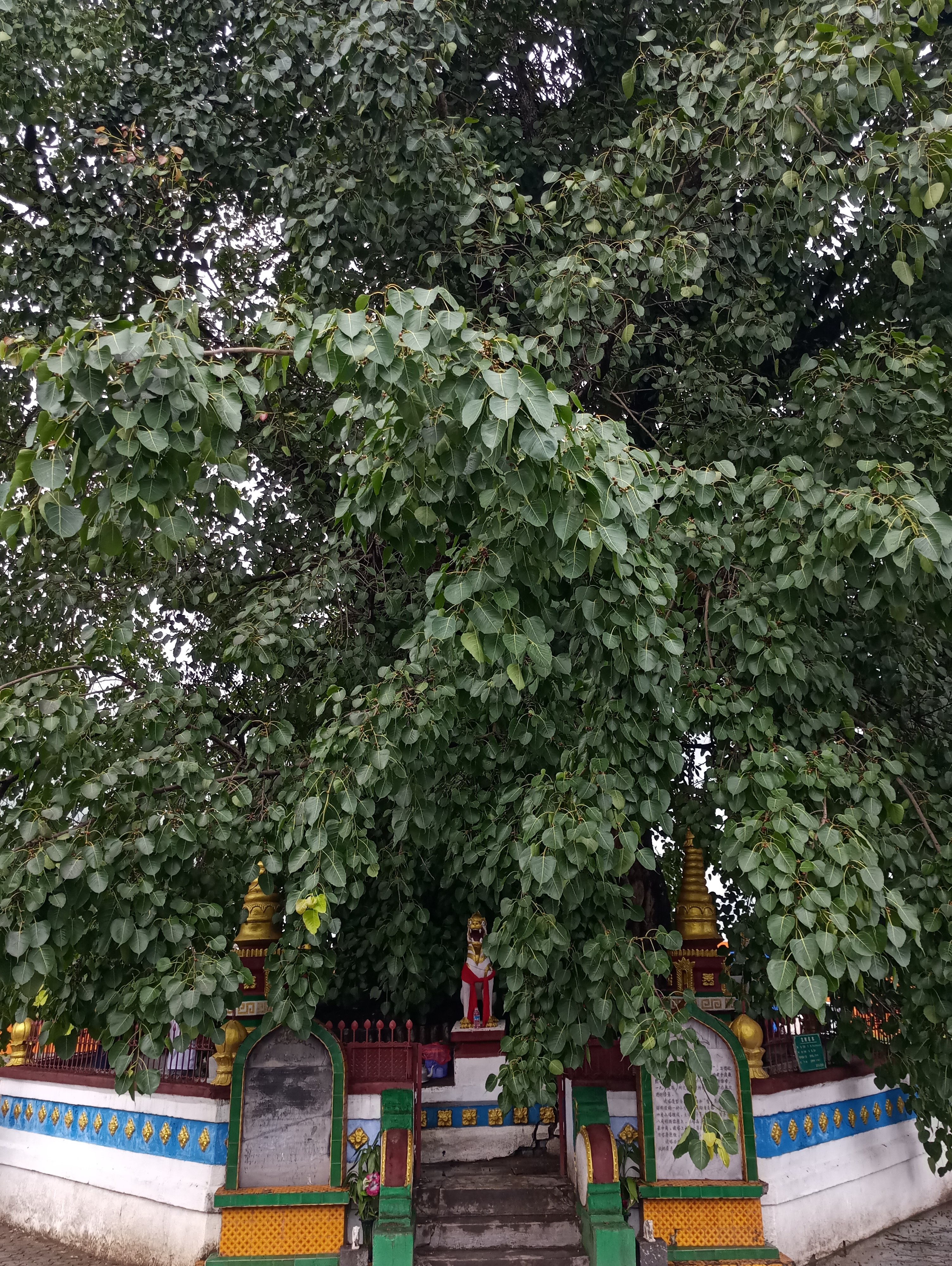
铁城佛塔
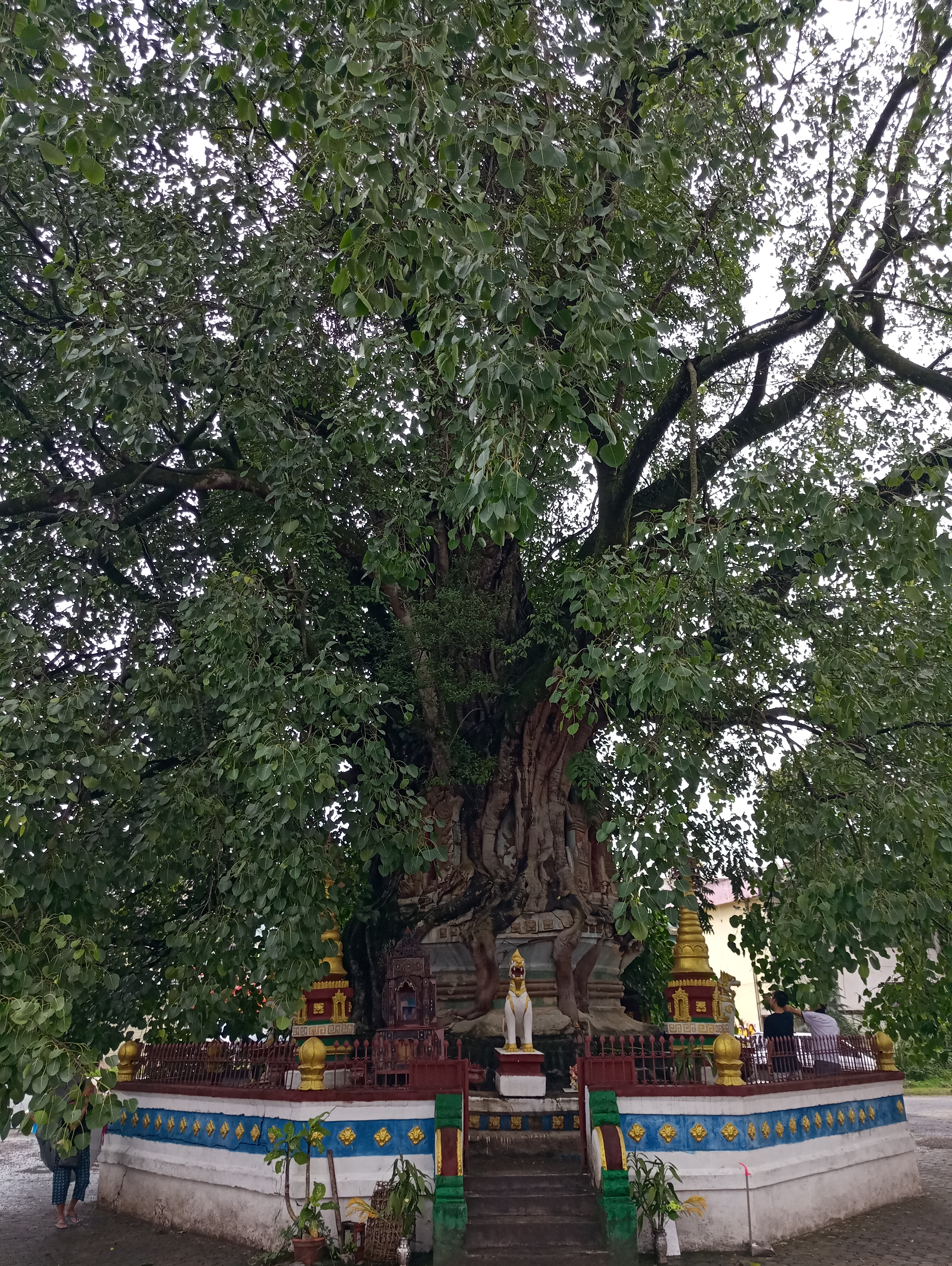
铁城佛塔
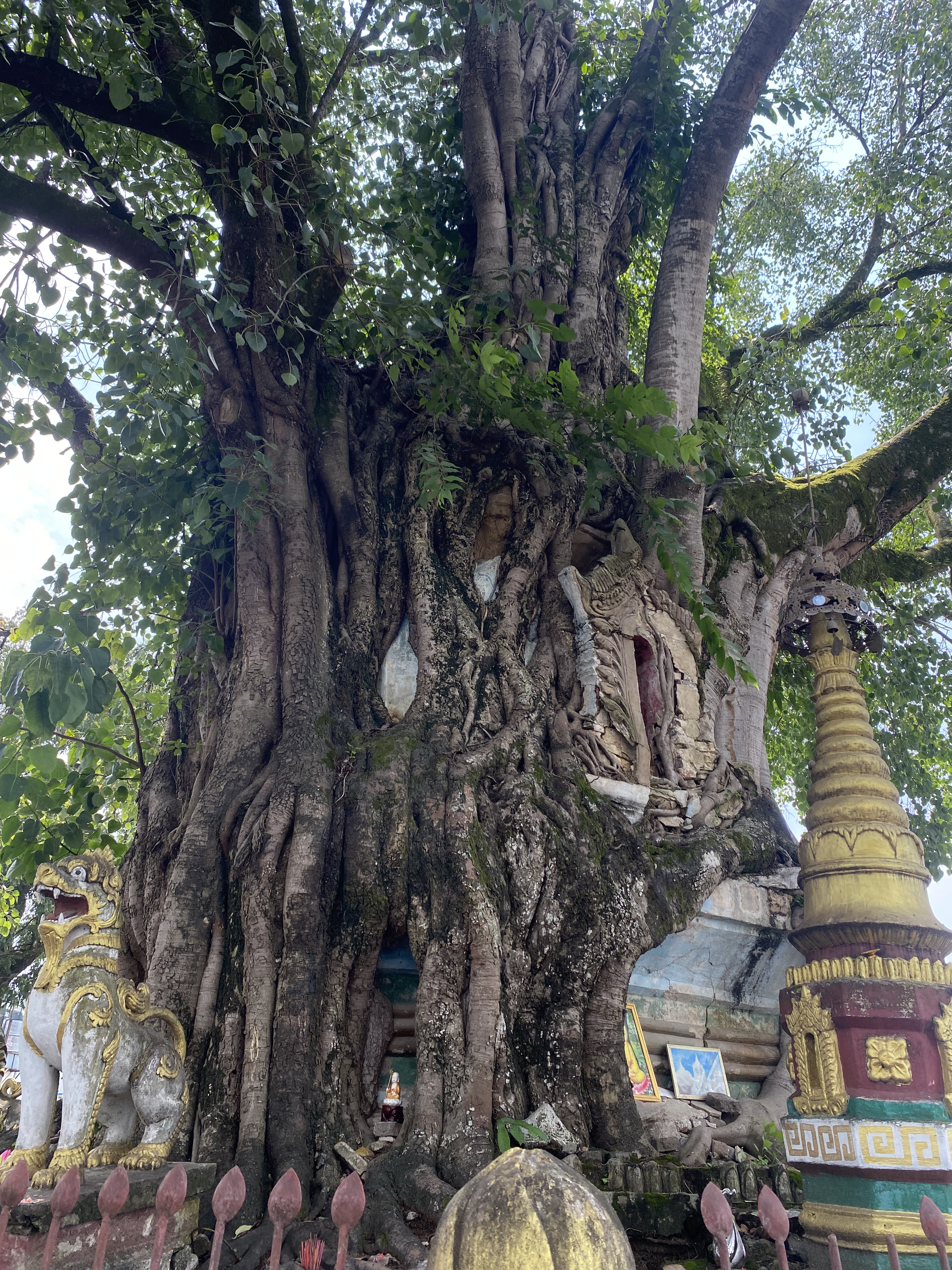
铁城佛塔